# بخش ننو
بخش ننو (انگلیسی: Neno District) یکی از بخش‌های کشور مالاوی است.
این بخش که در سال ۲۰۰۳ میلادی با تقسیم بخش موانزا تشکیل شده است، دارای ۱۰۸٬۸۹۷ نفر جمعیت و ۱٬۴۶۹ کیلومتر مربع مساحت است و مرکز آن شهر ننو می‌باشد.